# Bachillerato
Das Bachillerato ist ein Titel, der in Spanien nach erfolgreichem Ablegen der Prüfung Prueba de Evaluación de Bachillerato para el Acceso a la Universidad (PEvAU) erlangt wird. Damit erhalten die Betroffenen Zugang zu den Hochschulzulassungsprüfungen (Pruebas de Acceso a la Universidad), im Volksmund Selektivität (Selectividad) genannt. Auch in den meisten anderen spanischsprachigen Ländern heißen vergleichbare Schulabschlüsse Bachillerato.
Die Selektivität soll die akademische Reife des Studenten objektiv bewerten sowie die im Bachillerato erworbenen Kenntnisse und Fähigkeiten und seine Fähigkeit evaluieren, die offiziellen Universitätsabschlüsse erfolgreich zu bestehen. Erst das Absolvieren dieser Prüfung stellt das Äquivalent zum Abitur bzw. zur Matura dar.
Die zwei Schuljahre zum Erreichen des Bachillerato schließen sich optional an die Educación Secundaria Obligatoria an. Als letzte Stufe der Sekundarstufe ist es freiwillig und dauert zwei Jahre, normalerweise zwischen 16 und 18 Jahren.